# Polygyrella polygyrella
Polygyrella polygyrella är en snäckart som först beskrevs av Bland och James Graham Cooper 1861.  Polygyrella polygyrella ingår i släktet Polygyrella och familjen Megomphicidae. Inga underarter finns listade i Catalogue of Life.